# Tausend strahlende Sonnen
Tausend strahlende Sonnen ist der zweite Roman des afghanisch-amerikanischen Schriftstellers Khaled Hosseini, nach seinem Weltbestseller Drachenläufer von 2003. Der Roman erschien 2007 auf Englisch (A Thousand Splendid Suns) und wurde im selben Jahr von Michael Windgassen ins Deutsche übersetzt.
Der Roman handelt vom Schicksal zweier Frauen im zerrütteten Afghanistan der letzten Jahrzehnte. Eine der Frauen ist die unehelich geborene Mariam. Sie wird im Alter von fünfzehn Jahren nach dem Suizid ihrer Mutter von ihrem Vater mit Rashid verheiratet. Rashid ist dreißig Jahre älter als sie und arbeitet als Schuhmacher in Kabul. Zwanzig Jahre später tritt Laila in ihr Leben. Laila hat in einem Bombardement ihre Eltern verloren und heiratet Rashid als seine Zweitfrau. Im neuen Haushalt entwickeln die beiden Protagonistinnen eine innige Freundschaft unter dem gewalttätigen Rashid.
Hosseini hat angemerkt, dass er den Roman als "Mutter-Tochter-Geschichte" betrachtet, im Gegensatz zu dem Vorgänger Drachenläufer, den er als "Vater-Sohn-Geschichte" betrachtet. Die Filmrechte zum Roman, erwarb 2007 das Filmstudio Columbia Pictures. 
Mit Hosseinis Einverständnis wurde der Roman von der US-amerikanischen Komponistin Sheila Silver als Auftragswerk der Seattle Opera als Oper vertont und dort im Februar 2023 uraufgeführt.

## Handlung
Im ärmlichen Stadtrand von Herat lebt ein kleines Mädchen namens Mariam, zusammen mit ihrer verbitterten und desillusionierten Mutter Nana. Jeden Donnerstag bekommt sie Besuch von ihrem Vater Jalil, dessen uneheliche Tochter  sie ist. Jalil ist ein reicher Geschäftsmann, der mit seinen drei Frauen und neun Kindern in Herat lebt. Dort besitzt er ein großes Haus und ein Kino. Mariam entstand aus einer Affäre mit Mariams Mutter, die Jalil unterhielt, während Nana als Haushaltshilfe bei ihm angestellt war. Um die Schande eines Bastards zu kaschieren, baute Jalil eine kleine Hütte außerhalb der Stadt, in welcher er Mariam und Nana unterbrachte und dürftig finanziell versorgt.
Für ihren fünfzehnten Geburtstag verspricht Jalil seiner Tochter einen Besuch in seinem Kino um Pinocchio anzusehen. Ein Film, von dem er ihr erzählt hatte. Als er nicht erscheint, läuft Mariam bis zu seinem Haus, bei dem ihr der Einlass verweigert wird. Einen eindrücklichen Moment erlebt sie, als ihr Vater am Fenster steht und sie beobachtet, während er sich gleichzeitig vom Portier verleugnen lässt. Daraufhin schläft sie vor der Haustür auf der Straße. Bei ihrer Rückkehr nach Hause am nächsten Tag stellt Mariam fest, dass ihre Mutter aus Angst, ihre Tochter hätte sie verlassen, Selbstmord begangen hat. Nach dem Tod der Mutter wird Mariam ins Haus von Jalil gebracht. Seine Ehefrauen drängen ihn, dafür zu sorgen, dass Mariam schnell das Haus wieder verlässt. So wird sie, trotz ihres Widerstands, mit dem dreißig Jahre älteren Schuhmacher Rashid verheiratet und zieht mit ihm in das weit entfernte Kabul. In Kabul ist Rashid zunächst freundlich zu ihr und wartet darauf, dass sie sich anpasst. Als Mariam jedoch mehrere Fehlgeburten erleidet, wird er zunehmend launisch und missbräuchlich gegen sie, weil sie nicht in der Lage scheint, ihm einen Sohn zu gebären. Eines Tages taucht Mariams Vater in Kabul auf. Er steht mit seinem Auto vor ihrem Haus und ruft, um eingelassen werden. Mariam bleibt im Haus und öffnet ihm nicht.
Im Nachbarhaus in Kabul wächst währenddessen ein junges Mädchen namens Laila bei seinen Eltern auf. Laila führt von klein auf eine innige Freundschaft mit Tariq, einem Jungen in ihrem Alter. Als sie älter werden, entwickelt sich daraus eine heimliche Romanze. Als Afghanistan in den Krieg eintritt und Kabul unter zunehmend starken Raketenangriffen zu leiden hat, trifft Tariqs Familie den Entschluss, die Stadt zu verlassen. Der emotionale Abschied von Tariq und Leila gipfelt darin, dass sie sich zum ersten Mal lieben. Während Lailas Familie dabei ist, ihre eigene Abreise vorzubereiten, zerstört eine Rakete ihr Haus und tötet ihre Eltern. Laila wird schwer verletzt und daraufhin von Rashid und Mariam aufgenommen.
Als Laila noch dabei ist, sich von ihren Verletzungen zu erholen, zeigt Rashid Interesse an ihr und umwirbt sie. Als ein Reisender gegenüber Laila aussagt, dass Tariq und seine Familie auf der Flucht gestorben sind, und sie entdeckt, dass sie von Tariq schwanger ist, willigt sie schnell ein, Rashid zu heiraten, um sich und das Baby zu schützen. Sie bringt ihre Tochter Aziza zur Welt, die von Rashid abgelehnt und vernachlässigt wird, weil sie ein Mädchen und nicht der erhoffte Sohn ist. Anfangs ist Mariam eifersüchtig auf Laila und Rashids Aufmerksamkeit und Interesse an ihr. Ihre anfängliche Kälte gegenüber Laila wandelt sich im Laufe der Zeit jedoch zu Freundschaft, je länger sie gemeinsam Rashids zunehmende Launenhaftigkeit und seine häufigeren Misshandlungen ertragen müssen. Die Freundinnen entwerfen einen Plan, von Rashid zu flüchten und Kabul zu verlassen. Die Flucht schlägt fehl und sie werden gefasst. Rashid bestraft beide mit Schlägen, sperrt sie getrennt ein und enthält ihnen so lange Wasser vor, bis Aziza beinahe daran stirbt.
Afghanistan, das im Verlauf der Handlung Umwälzungen erfährt, erlebt eine neue Veränderung. Die Taliban kommen an die Macht und erlegen der afghanischen Bevölkerung strenge Regeln auf, durch welche die Rechte der Frauen stark eingeschränkt werden. Die erneut schwangere Laila bringt in einem unterversorgten Krankenhaus via Kaiserschnitt und ohne Betäubung ihr zweites Kind zur Welt, ihren Sohn Zalmai. Laila und Mariam kämpfen mit Rashid, der Zalmai stark bevorzugt, um dessen Erziehung. Zusätzlich zu den Erschwernissen des Lebens durch die Talibanherrschaft trifft das Land eine schwere Dürre. Als Rashids Werkstatt niederbrennt, ist er gezwungen, sich andere Arbeit zu suchen. Die ganze Familie leidet unter der zunehmenden Armut. Schließlich schiebt Rashid Aziza in ein Waisenhaus ab, um sie nicht mehr versorgen zu müssen. Die eingeschränkten Frauenrechte verbieten es Frauen, alleine durch die Straßen zu gehen, weshalb Laila häufig verprügelt wird, wenn sie ihre Tochter dort besuchen möchte. Rashid weigert sich, ihr zuliebe den weiten Fußweg auf sich zu nehmen.
Unerwartet steht eines Tages der totgeglaubte Tariq vor dem Haus. Laila erkennt, dass Rashid einen Mann anheuerte, der ihr die erfundene Geschichte von Tariqs Tod erzählte. Es handelte sich um eine List, um Laila dazu zu bewegen, Rashid zu ehelichen. Als Rashid von der Arbeit nach Hause kommt, erfährt er von Zalmai von dem Besucher und identifiziert ihn aufgrund seines Humpelns sofort als Tariq. Rashid, der Tariq schon lange als den Vater von Aziza und früheren Liebhaber von Laila verdächtigt, schlägt Laila brutal. Der Konflikt eskaliert und er versucht sie zu erwürgen. Mariam greift ein und tötet Rashid mit dem Schlag einer Schaufel. Im Anschluss hilft sie Laila und Tariq bei ihrer Flucht. Um sie zu schützen und ihnen eine Chance auf eine Zukunft zu geben, gesteht sie ihren Mord an Rashid. Sie wird öffentlich hingerichtet. Laila flüchtet gemeinsam mit Tariq und ihren Kindern nach Pakistan in den kleinen Ort Muree, in dem Tariq eine Wohnung und Arbeit hat.
Als einige Zeit später die Talibanherrschaft endet, kehren Laila und Tariq nach Afghanistan zurück. Stellvertretend für Mariam reist Laila nach Herat und sucht Jalil, ihren Vater. Dieser ist bereits verstorben, hat jedoch ein Paket für sie hinterlassen. Darin findet sich ein Videoband von Pinocchio, jenem Film, den er ihr versprochen hatte zu ihrem fünfzehnten Geburtstag mit ihr anzusehen. Daneben finden sich darin ein kleiner Beutel Geld und ein Brief für sie. Laila liest den Brief, in welchem Jalil schreibt, dass er es sein Leben lang bereute, Mariam weggeschickt zu haben und wünschte, er hätte damals für sie gekämpft. Laila und Tariq kehren nach Kabul zurück. Jalils Geld verwenden sie, um das Waisenhaus zu renovieren, in welchem Aziza einst gewohnt hat. Laila arbeitet fortan im Waisenhaus als Lehrerin. Sie wird erneut schwanger und schwört, wenn es ein Mädchen wird, will sie es Mariam nennen.

## Rezeption
„Mögen die Geschichten, die Hosseini erzählt, auch nicht zur Weltliteratur gehören, so werden sie doch in aller Welt gelesen. Und das hat gute Gründe: Dieser Autor langweilt nie, er erzählt immer farbig, spannend und glaubwürdig. Er setzt auf drastischen Realismus, nicht auf billige Knalleffekte. Er zeigt auch die inneren Widersprüche und menschlichen Schwächen seiner Heldinnen und zieht seine Leserschaft unwiderstehlich in einen fremden Mikrokosmos. In eine Fremde, die Hosseini gekonnt nah rückt. Als Erzähler bringt Hosseini der Welt das Schicksal seiner Landsleute so nah wie niemand zuvor.“

„Khaled Hosseini erzählt mit schlichten, geraden Worten, was ihn nicht vor gelegentlichen Ausrutschern bewahrt, links und rechts des manchmal holprigen Terrains wartet auf ihn immer wieder der Kitsch; er schafft es dabei, bei aller souverän vermiedener Subtilität, Charaktere, Situationen, Stimmungen zu erzeugen, die den Reiz des Bekannten und Erwartbaren haben und dennoch, oder gerade deshalb, in Erinnerung bleiben. Das Buch bleibt aber, wegen der stilistischen Schlichtheit, die Teil des Erfolgsgeheimnisses ist, im Guten wie im Schlechten eine Seifenoper für politisch aufgeklärte Leser.“